# Erannis medio-obscuraria
Erannis medio-obscuraria là một loài bướm đêm trong họ Geometridae.